# Voyage au cœur de la scientologie
Voyage au cœur de la scientologie est un livre écrit par le pianiste belge Alain Stoffen paru en 2009 aux éditions Privé.

## Résumé
L’auteur y livre un témoignage sur son expérience au sein de l'Église de scientologie, dont il fut membre pendant 15 ans. Il explique avoir eu inopinément accès à son « dossier éthique » ; toutes les petites délations et petites notes que ces gens auront récoltées pour prendre l'ascendant sur les personnes dont ils prétendent assurer la formation. Il y écrit que les scientologues espionnent leurs membres à peine sont-ils intégrés et qu'ils déploient des efforts défiant l'imagination pour s'incruster dans l'intimité des personnes sous le prétexte idéalisant de les aider à s'améliorer.

## L'auteur
(août 2021).
Alain Stoffen est un pianiste belge né le 4 novembre 1960 à Etterbeek en Belgique.
Il est devenu membre de l'Église de scientologie à l'âge de 24 ans en 1985. Il est devenu membre afin de s'améliorer sur le plan personnel et professionnel.
Il a perdu 45 000 €, et il a porté plainte début 2002 contre l'église de scientologie pour "chantage, escroquerie et extorsion en bande organisée, exercice illégal de la médecine et de la pharmacie". Le tribunal de Paris a conclu à un non-lieu en 2006. En mai 2007, la cour d'appel a infirmé le non-lieu et l'instruction a repris ; en juin 2009, le procès était toujours à l'instruction.